# Hotel Universal
El Hotel Universal es un inmueble de estilo ecléctico construido en 1888 por el arquitecto Jenaro de la Fuente Domínguez. El edificio albergó el Hotel Universal, uno de los hoteles más conocidos de la ciudad de Vigo durante muchos años. En el año 2004 fue rehabilitado por la cadena hotelera AC Hoteles y reconvertido en un hotel de cuatro estrellas.

## Historia

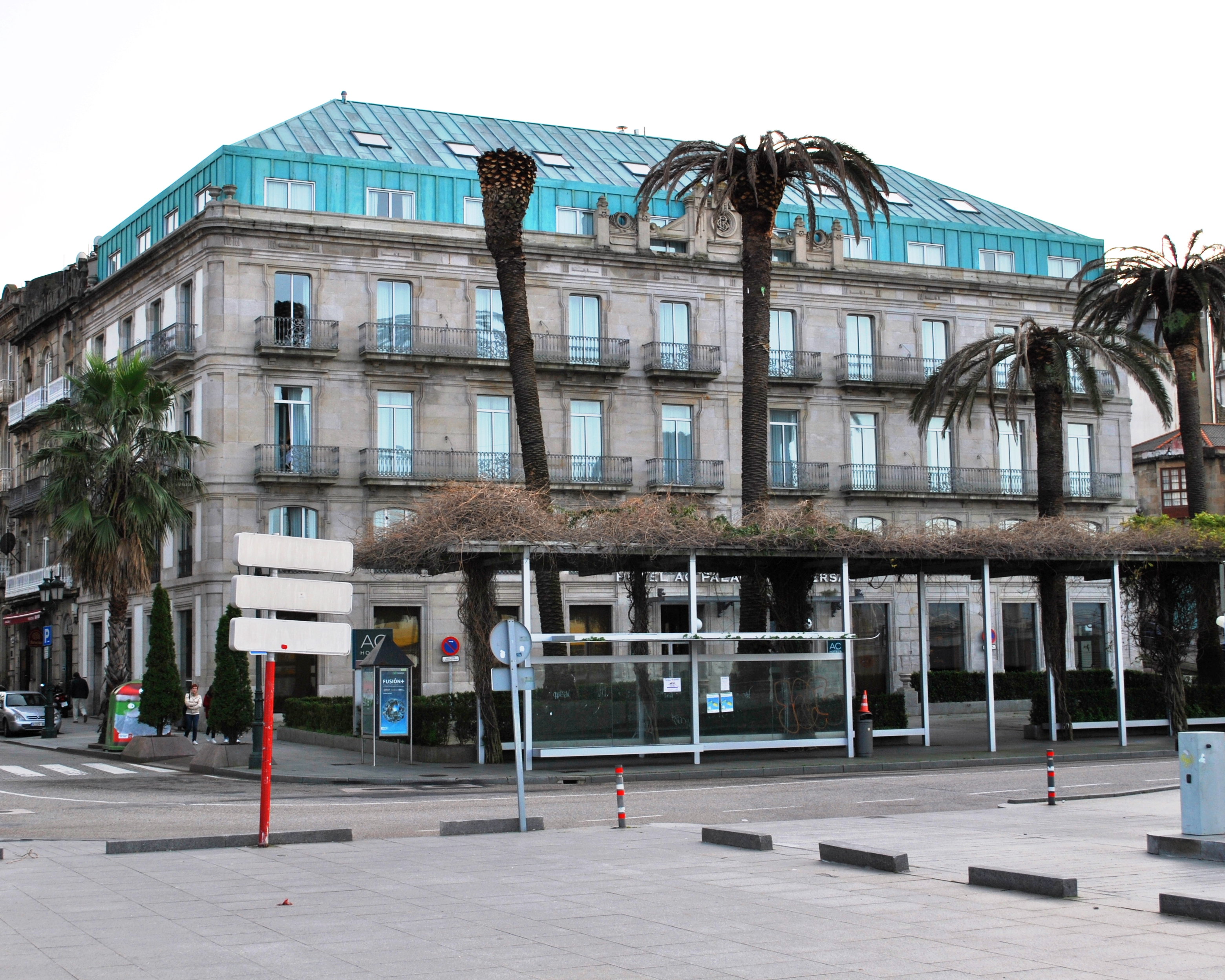
Hotel Universal.

La construcción del hotel fue encargada al arquitecto Jenaro de la Fuente Domínguez, autor de algunos de los edificios más destacados de la ciudad. El Hotel Continental se convirtió en la primera parada de los numerosos viajeros que llegaban en barco a la ciudad. Formaba un bello conjunto edificatorio en primera línea de mar, junto al mercado de la Laxe y los edificios de Montero Ríos, que fue desmontado a mediados de los años 60 con motivo de la demolición del Hotel Continental y del mercado de la Laxe.
El edificio albergó el Hotel Universal, uno de los hoteles más conocidos de la ciudad durante muchos años. Durante quince años llevó el rótulo de Hotel y Restaurante Universal, para después pasar a llamarse solo Hotel Universal. El hotel fue centro de reunión de la alta burguesía y de la clase intelectual y política de la ciudad.
A mediados de la década de 1980 el hotel cerró sus puertas y el edificio se convirtió en un lugar decadente en cuya cafetería era frecuente ver a prostitutas o travestís. Hasta llegó a albergar un salón recreativo.
Tras su cierre hubo varios pretendientes que quisieron hacerse con la privilegiada edificación. Desde la Autoridad Portuaria, pasando por un casino, llegando finalmente hasta los intereses hoteleros.
Sus dueños eran los hermanos y empresarios orensanos Ramón y Alonso. Ambos pedían 600 millones de pesetas por la venta del inmueble, lo que hizo que siempre se echase para atrás la lista de pretendientes, ya que además de pagar por la propiedad del edificio había que acatar las condiciones urbanísticas de conservación impuestas por el ayuntamiento.
La cadena hotelera AC Hoteles se hizo con el edificio con un proyecto basado en el alquiler del mismo en régimen de concesión durante 20 años para abrir un hotel de cuatro estrellas con servicios de lujo con un presupuesto de siete millones de euros y una oferta de más de 50 habitaciones.

## El inmueble

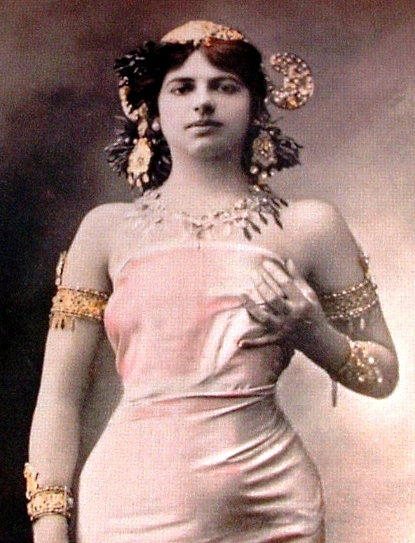
Mata Hari se hospedó en el hotel en 1916.

El edificio, de estilo ecléctico, está compuesto por tres plantas y bajo. Presenta un eje de simetría central y consta de tres fachadas: la principal a la calle de Cánovas del Castillo, y las laterales a las calles García Olloqui y Carral.
En 1889 la Corporación Municipal decidió declarar plaza pública el espacio situado frente a la fachada principal.
Se construyó en dos fases, ya que en un principio, el hotel ocupaba la mitad de la superficie actual. Hasta que en 1904 Benito Gómez decidió reproducir el diseño de Jenaro de la Fuente y ampliar la fachada principal y construir otra en el lateral de la calle García Olloqui con el mismo esquema constructivo y manteniendo la unidad.
Las fachadas presentan una sucesión rítmica de vanos con alternancia de balcones individuales y corridos que remarcan la horizontalidad del inmueble. La fachada a Cánovas del Castillo está realizada en cantería de granito. Las otras dos fachadas laterales están realizadas también con granito y muros de mampostería para aligerar el edificio.
En su terraza se instaló un pequeño jardín arbolado con grandes palmeras en donde en la temporada veraniega el hotel organizaba fiestas acompañadas algunas de las mejores orquestas de la época.
Con el paso de los años el edificio se fue degradando. Su pequeño jardín arbolado desapareció para dar paso a un gris espacio abierto cubierto por una pérgola metálica.
Como la catalogación del edificio como bien a conservar limitaba su superficie, los responsables del proyecto solicitaron permiso para construir un bajo cubierta.
El 10 de octubre de 2004 la Gerencia de Urbanismo y el gobierno vigués aprobaron la licencia de obras para que la cadena hotelera AC Hoteles iniciase el proyecto de derribo del interior del inmueble, manteniendo la fachada y reconstruyendo la escalera. El ayuntamiento permitió además la construcción de un bajo cubierta, abarcando una superficie total construida de 2 800 m².